# Tân Xã, Đài Trung

Vị trí tại Đài Trung

Tân Xã (tiếng Trung: 新社區; bính âm: Xīnshè Qū) là một khu (quận) của thành phố Đài Trung, Trung Hoa Dân Quốc (Đài Loan). Đây là một quận đồi núi và có tỷ lệ đô thị hóa thấp. Tân Xã có diện tích 68,8874 km², dân số vào tháng 8 năm 2011 đạt 25.514 người thuộc 7.357 hộ gia đình; mật độ cư trú là 370,4 người/km².